# Jack Albertson
Jack Albertson, rodným jménem Harold Jack Albertson (16. června 1907 Malden, Massachusetts, USA – 25. listopadu 1981 Los Angeles, Kalifornie, USA), byl americký herec, komik, tanečník a zpěvák, držitelem cen Tony, Oscar a Emmy.

## Kariéra
Za roli Johna Clearyho ve hře The Subject Was Roses z roku 1964 a její filmové adaptaci z roku 1968 získal cenu Tony za nejlepší mužský herecký výkon ve hře a Oscara za nejlepší mužský herecký výkon ve vedlejší roli. Řadí se mezi herce, kteří získali obě ceny za stejnou roli. 
Mezi jeho další role patří děda Joe ve filmu Pan Wonka a jeho čokoládovna (1971), Manny Rosen ve filmu Dobrodružství Poseidonu (1972) a Ed Brown v televizním sitcomu Chico and the Man (1974–1978), za který získal cenu Emmy. Za svůj přínos televiznímu průmyslu byl v roce 1977 poctěn hvězdou na Hollywoodském chodníku slávy na adrese 6253 Hollywood Boulevard.

## Smrt
Zemřel ráno 25. listopadu 1981 ve svém domě v Hollywood Hills v Los Angeles ve věku 74 let na rakovinu tlustého střeva. Spolu se svou starší sestrou, herečkou Mabel Albertsonovou, která zemřela o deset měsíců později na Alzheimerovu chorobu, byli zpopelněni a jejich popel byl rozptýlen v Tichém oceánu.

## Filmografie (výběr)

### Filmy
- Zázrak v New Yorku (1947)
- The Subject Was Roses (1968)
- Pan Wonka a jeho čokoládovna (1971)
- Dobrodružství Poseidonu (1972)
- Mrtví a pohřbení (1981)
- Liška a pes (1981)